# محله هوایی کندل لیک
محله هوایی کندل لیک (به انگلیسی: Candle Lake Airpark) یک فرودگاه همگانی است که یک باند فرود چمن دارد و طول باند آن ۷۹۲ متر است. این فرودگاه در کشور کانادا قرار دارد و در ارتفاع ۵۰۳ متری از سطح دریا واقع شده‌است.